# Наркевич, Александра Сергеевна
Александра Сергеевна Наркевич (бел. Аляксандра Сяргееўна Наркевіч, родилась 22 декабря 1994 года) — белорусская гимнастка (художественная гимнастика), серебряная призёрка летних Олимпийских игр 2012 года в групповом многоборье, чемпионка мира 2013 года в групповом многоборье и чемпионка Европы 2012 года (3 ленты и 2 обруча). Заслуженный мастер спорта Республики Беларусь.

## Биография

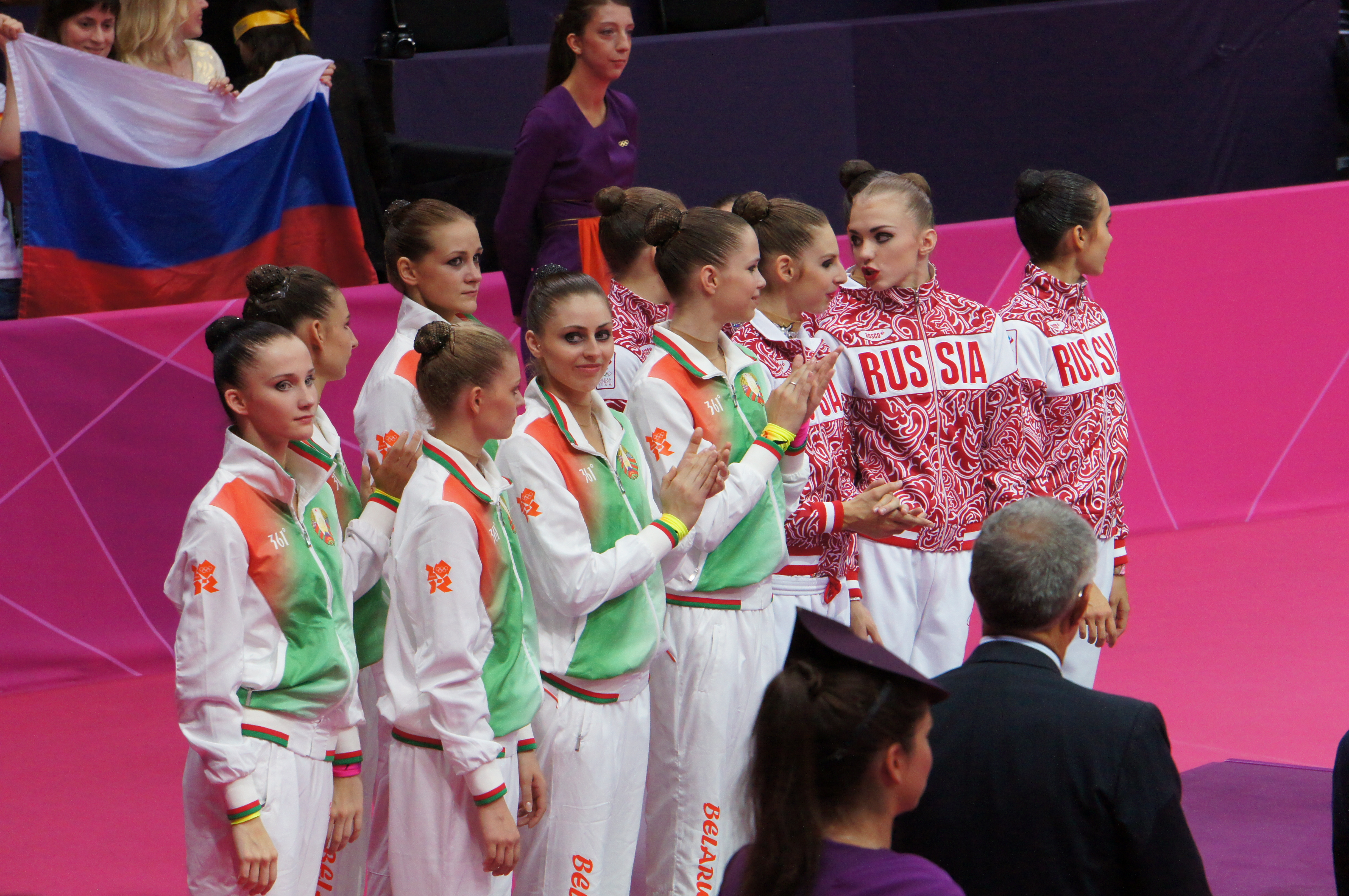
Сборные Беларуси и России на Лондонской Олимпиаде

О себе Александра говорила, что была «самой обычной девочкой с пухлыми щёчками». Начала карьеру с сенсационной победы на юниорском чемпионате Европы 2008 года в соревнованиях с обручем, а также стала серебряным призёром в командном первенстве среди юниорок. До 2011 года включительно выступала как индивидуальная спортсменка, выступив на чемпионате мира в Монпелье в индивидуальном многоборье. В 2010 и 2011 годах в командном первенстве становилась серебряной призёркой чемпионатов мира. Несмотря на своё нежелание выступать в групповых соревнованиях, она в итоге начала выступать с 26 декабря 2011 года как часть группы.
На Олимпиаде в Лондоне сборная Беларуси стала серебряным призёром игр в групповом многоборье. Александра утверждала, что предвидела во сне исход соревнований вплоть до точных баллов, рассказав об этом Ксении Санкович; позже она говорила, что подобный сон мог быть вызван сильной мигренью. В том же году стала чемпионкой Европы в упражнениях с 3 лентами и 2 обручами, а также серебряной призёркой в групповом многоборье и в упражнении с 5 мячами. В 2013 году в составе сборной Беларуси она выиграла абсолютное первенство чемпионата мира в Киеве и стала серебряным призёром в упражнениях с 3 лентами и 2 обручами, однако за две недели до старта чемпионата мира Александра получила сильную травму стопы и вынуждена была пропустить два года, перенеся ряд операций. Она перенесла несколько операций в Италии по восстановлению раскрошившейся плюсневой кости, причём лечащий врач настаивал на необходимости Александры выступать дальше и готовиться к Олимпиаде в Рио-де-Жанейро.
Александра успела съездить на три этапа Кубка мира, выиграв в Казани серебряную медаль в групповом многоборье и упражнении с 3 обручами и 6 булавами, а также бронзовую медаль с 5 лентами. Успела также выступить на Европейских играх 2015 года, взяв золотую медаль в упражнении с 2 обручами и 6 булавами, а также бронзовую медаль в групповом многоборье, но завершила карьеру по состоянию здоровья, не решившись готовиться к Олимпиаде в Рио-де-Жанейро. Во время перерыва в карьере она задумалась об идее начать тренерскую карьеру, но не в государственном учреждении. Позже Александра открыла собственную школу художественной гимнастики на 400 человек в Минске: по собственным словам, идея открытия школы ей также пришла во сне.

## Выступления на Олимпиадах
| Год  | Турнир    | Место  | Музыка                                                                                      | Дисциплина         | Место в финале | Баллы в финале | Место в отборе | Баллы в отборе |
| ---- | --------- | ------ | ------------------------------------------------------------------------------------------- | ------------------ | -------------- | -------------- | -------------- | -------------- |
| 2012 | Олимпиада | Лондон |                                                                                             | Многоборье         | 2-е            | 55.500         | 3-е            | 54.750         |
| 2012 | Олимпиада | Лондон | Allegro Non Molto (Зима), автор — Антонио Вивальди                                          | 5 мячей            | 4-е            | 27.825         | 3-е            | 27.900         |
| 2012 | Олимпиада | Лондон | 24 каприса Паганини, Op. 1: Каприс No. 24, A Minor, Op. 1, No. 24, исполнитель — Илья Калер | 3 ленты + 2 обруча | 2-е            | 27.675         | 6-е            | 26.850         |